# Мэн Сяосюэ
Мэн Сяосюэ (кит. трад. 孟晓雪 англ. Meng Xiaoxue, род. 4 марта 1985 года, в Харбине, провинция Хэйлунцзян) — китайская шорт-трекистка, Трёхкратная призёр чемпионатов мира.

## Биография
Мэн Сяосюэ родилась в Харбине, а в 9 лет переехала в Цитайхэ, где начала кататься на коньках под строгим руководством своего дяди Мэн Циню, известного как “Отец китайского конькобежного спорта по шорт-треку”. Он был основателем проекта по конькобежному спорту и шорт-треку в Цитайхэ и тренировал свою племянницу со всей строгостью и справедливостью. Благодаря тщательному обучению в тренировочной команде Мэн Циню заложил прочную основу для Мэн Сяосюэ и её результаты и спортивные показатели продолжали неуклонно улучшаться. 
В 2001 году она перешла в среднюю школу и из юношеской любительской тренировочной команды сразу вступила в команду по шорт-треку провинции Хэйлунцзян. В подростковом возрасте, а именно к 18 годам набрала лишний вес, что мешало заниматься конькобежным спортом. Однако Мэн переехала в провинцию Цзянсу и воспользовалась последним шансом, поборолась за то, чтобы попасть в национальную сборную в возрасте 20 лет под руководством нового тренера Чжу Сюэсун. В мае 2005 года Мэн вернулась на каникулы домой в родной Харбин, и после возвращения в команду сбросила 10 фунтов. 
В августе 2006 года в автокатастрофе погиб её дядя и первый тренер Мэн Циню, что сильно ошеломило её, и она очень долго не могла прийти в себя. Вскоре после этого выступила на национальном чемпионате и заняла 5-е место на 1500 м и 3-е в эстафете. Она привлекла внимание национального тренера Ли Янь и вскоре попала в сборную, сразу же выступила на Кубке мира 2006 года. В 2007 году на зимней Универсиаде в Турине завоевала бронзовую медаль на дистанции 1500 метров, а также золотую в эстафете, а в марте на  чемпионате мира в Милане выиграла серебро в эстафете и на командном чемпионате мира в Будапеште также стала серебряным призёром в команде.. На Национальном чемпионате 2007 года она выиграла с партнёрами в эстафете, а в сентябре на этапе Национальной лиги в Чанчуне заняла 3-е место в беге на 1500 м и 1-е место в беге на 1000 м. 
В 2008 году на очередном чемпионате мира в Канныне взяла бронзу в эстафете в составе Ван Мэн, Чжоу Ян, Лю Цюхун и Фу Тяньюй. 30 марта Мэн Сяосюэ, выступающая за команду провинции Цзянсу выиграла Национальный чемпионат по многоборью, выиграв в беге на 1500 м и 500 м, а также выиграла серебряную медаль в беге на 1000 м. На следующий год на зимней Универсиаде в Харбине стала третьей на 500 м и первой в эстафете, а следом на этапе Кубка мира в Софии выиграла первую бронзу на 500 м в индивидуальной классификации. В 2010 году она ушла из национальной сборной.
Она живёт в городском округе Уси, мать двоих детей.